# Entephria mallászi
Entephria mallászi är en fjärilsart som beskrevs av Dioszeghy 1930. Entephria mallászi ingår i släktet Entephria och familjen mätare. Inga underarter finns listade i Catalogue of Life.